# Matías Juan de Veana
Matías Juan de Veana (Xàtiva?, ca. 1656 - Madrid, 1 d'abril de 1705) fou un compositor del barroc. Va ocupar la plaça de mestre de capella a l'Església de Sant Joan de la Creu de València. La seua popularitat es va estendre a Amèrica, i el seu treball es pot trobar allí hui en dia, i també a Barcelona, Montserrat i Xàtiva. Fou membre del monestir de l'Encarnació a Madrid a mitjan segle xvii. El 1677 era mestre de la parròquia de Sant Joan de València i es va presentar a la plaça del Reial Col·legi del Corpus Christi de València per substituir a Antonio Teodoro Ortells, però va ser guanyada per Gerònim Anicet Baylon.

## Obres
- Solo al Santísimo: ¡A la fuente, a la selva!.
- Solo al Santísimo: ¡Válgate Dios por amor!.
- Oigan al modo del Sacris solemniis
- Partitures lliures per Matías Juan de Veana a Choral Public Domain Library (ChoralWiki)

## Mèdia
- Villancico al Sacramento: De los cinco sentidos. La Llum Musical Xativina, 1 CD. (2007).
- Cantada al Santísimo:. Ay, amor, que dulce tirano. Cantadas de Pasión, 1 CD. (2004).